# 1780 в Україні

## Особи

### Народились
- Вітвицький Микола (1780—1853) — бджоляр, винахідник багатоповерхового дзвоноподібного вулика.
- Донець-Захаржевський Яків Васильович (1780—1865) — генерал від артилерії, учасник Наполеонівських війн, керуючий Царскосільским, Петергофським і Гатчинським палацовими управліннями.
- Каразін Іван Назарович (1780—1836) — ботанік-акліматизатор, громадський діяч, засновник Краснокутського дендропарку.
- Маюров Олексій Іванович (1780—1848) — математик, інженер, дійсний статський радник, член-кореспондент Імператорської Академії наук.
- Наріжний Василь Трохимович (1780—1825) — український російськомовний письменник.
- Антоній Потоцький (сенатор) (1780—1850) — граф, генерал бригади війська Польського, сенатор, таємний радник.
- Станіслав Скарбек (1780—1848) — граф, відомий землевласник і меценат. Заснував у Львові театр свого імені, (нині це Національний академічний український драматичний театр імені Марії Заньковецької).
- Орест Хомчинський (1780—1855) — український церковний діяч, священик-василіянин, педагог, адміністратор (1823—1826) і протоігумен провінції Найсвятішого Спасителя (1826—1842).
- Яворський Федір Михайлович (1780—1828) — лікар, доктор медицини і хірургії.

### Померли
- Горленко Андрій Андрійович (1709—1780) — полтавський полковник Війська Запорозького.
- Девлет IV Ґерай (1730—1780) — кримський хан у 1769—1770 та 1775—1777 рр.
- Франциск Ксаверій Кульчицький (1738—1780) — львівський архітектор доби рококо і раннього класицизму.
- Максуд Ґерай (1720—1780)- кримський хан у 1767—1768 та 1771—1772 рр.
- Вацлав Сераковський (1700—1780) — польський шляхтич, римо-католицький релігійний діяч, львівський латинський архієпископ з 1713 р.
- Хорват Іван Самійлович (? — 1780) — генерал-поручик, сербський полковник.

## Засновані, створені
- Шпиталь Святого Духа (Львів)
- Будинок архієпископа (Чернігів)
- Миколаївська церква (Володимир)
- Церква Покрови Пресвятої Богородиці (Мала Лука)
- Церква Введення в храм Пресвятої Богородиці (Смолянка)
- Арбузинка
- Бзів
- Гаврилівка (Бериславський район)
- Гранітне (Волноваський район)
- Дар'ївка (Херсонський район)
- Ольгопіль (Гайсинський район)
- Радинка
- Сартана
- Ялта (смт)
- Харківське намісництво
- Богодухівський повіт
- Валківський повіт
- Вовчанський повіт
- Ізюмський повіт
- Золочівський повіт (Харківська губернія)
- Краснокутський повіт
- Лебединський повіт
- Маріупольський повіт
- Недригайлівський повіт
- Охтирський повіт
- Сумський повіт
- Харківський повіт
- Чугуївський повіт
- відбудована Церква святого Георгія (Любомль)